# 高瀬忠敦
高瀬 忠敦（たかせ ただあつ、寛文8年（1668年）- 寛延2年6月15日（1749年7月28日））は、江戸時代中期に紀州藩に仕えた医師・朱子学者。字は喜朴（きぼく・喜樸/希樸）。号は学山（がくざん）など。通称は忠兵衛・作右衞門。

## 人物
紀州藩藩医の子に生まれ、初めは医師として藩に仕えたが、後に江戸で朱子学を学んだ。藩主徳川吉宗に信任されて正徳3年（1713年）に奥詰めを命じられて年々10両が与えられた。吉宗が征夷大将軍になると、新しく藩主になった従兄弟の徳川宗直からも重用され、享保14年（1729年）に40石、元文5年（1740年）に50石に加増され、儒者としての待遇を受けた。荻生徂徠や大岡忠相とも親交が厚かった。
『唐六典』や『明律』（明の律令法）に精通し、『大明律例訳義』13巻を初め、『唐律解』9巻・『唐律諺解』16巻・『明律訣義』14巻・『明律詳解』31巻など中国法制に関する著作を多数著した。また、『論語鈔説』10巻・『孟子鈔説』7巻・『医学正伝標註』4巻など儒教・医学に関する著書も著している。他に『学山文集』10巻などがある。